# Иустин (Попович)
Архимандри́т Иусти́н (серб. Архимандрит Јустин; в миру Бла́гое По́пович, серб. Благоје Поповић; 25 марта [6 апреля] 1894, Вране, Королевство Сербия — 25 марта [7 апреля] 1979, Монастырь Челие, Сербия, СФРЮ) — священнослужитель Сербской православной церкви, доктор богословия, архимандрит.
Канонизирован в 2010 году в лике преподобных, память совершается 7 апреля (25 марта), 12 сентября (30 августа).
Автор многочисленных духовных произведений, в том числе трёхтомной «Догматики Православной церкви» и двенадцати томов «Житий святых».

## Биография
Родился 6 апреля 1894 года во Вране на юге Сербии в семье священника Спиридона и его жены Анастасии. В честь рождения в день Благовещения Пресвятой Богородицы при крещении был наречён именем Благое. Всего в семье было восьмеро детей, но до совершеннолетия дожили трое: дочь Стояна и сыновья Стоядин и Благое.
В детстве часто с родителями ездил в Монастырь Прохора Пчиньского и там бывал на молитвах и богослужениях, а один раз был свидетелем чудесного исцеления своей матери Анастасии от тяжкой болезни. О глубоком благочестии своей матери он впоследствии часто говорил.
Начальную школу окончил во Вране, после чего, сдав в 1905 году вступительные экзамены с наивысшей оценкой, поступил в девятиразрядную семинарию Святого Саввы в Белграде. Его учителями были Николай (Велимирович), Афанасий Попович, Веселин Чайканович, Борислав Лоренц, Стеван Мокрањац[уточнить]. Особое влияние на духовное и образовательное развития Благоя оказал святитель Николай (Велимирович), который, в частности, заметил и оценил его любовь к богословию и несомненный литературный дар.
По окончании семинарии в июне 1914 года намеревался принять монашество, но его родители воспротивились этому и написали заявление к митрополиту Белградскому Димитрию (Павловичу) и епископу Николаю с требованием не постригать Благоя.
С началом Первой мировой войны Благое Попович был призван в армию и как выпускник семинарии направлен в полковой стационар при военной больнице «Челе кула» в Нише. В конце 1914 года переболел сыпным тифом и побывал во время краткого отпуска у родителей. С 8 января 1915 года вновь пребывал на должности фельдшера в Нише. Пробыл в Нише вплоть до отступления с сербской армией через Косово и Метохию в Албанию.
Ужасы войны, горе и страдания измученных сербских солдат, память о мученичестве и тяга к обожению активизировали его долго вынашиваемое решение принять монашеский постриг. В православном храме города Шкодера в ночь с 31 декабря 1915 года на 1 января 1916 года архимандритом Вениамином (Таушановичем) был пострижен в монашество с именем Иустин в честь мученика Иустина Философа.
На предложению митрополита Сербского Димитрия (Павловича) Сербское правительство послало в январе 1916 года группу молодых и даровитых богословов, в том числе монаха Иустина, на обучение в Петроградскую духовную академию.
В июне 1916 года Иустин уехал в Англию, где поступил в Оксфордский университет (обучался в нём до 1919 года). Из Англии Иустин уехал в Афины где на богословском факультете Афинского университета работал над докторской диссертацией «Проблема личности и знания по святому Макарию Египетскому» (защитил её в 1926 году). С 1921 года преподавал в семинарии в Сремских Карловцах Священное Писание Нового Завета, догматическое богословие и патрологию.
В 1922 году был рукоположён во иеромонаха. В 1930 году был назначен помощником епископа Битольского Иосифа, начал миссионерскую деятельность в закарпатских городах (Ужгороде, Хусте, Мукачеве). Был кандидатом в епископы возрождённой Мукачевской епархии, но отказался.
С 1932 года профессор Битольской духовной семинарии, преподавал догматическое богословие. В 1934 году стал доцентом догматического богословия Белградского университета. Стал одним из основателей Сербского философского общества, созданного в 1938 году.
В мае 1948 года стал духовником женского монастыря Челие близ Валево, где прожил до конца своих дней. Отец Иустин скончался в 1979 году в праздник Благовещения, был погребён в монастыре Челие.

## Канонизация и почитание
Канонизирован 29 апреля 2010 года решением Архиерейского Собора Сербской православной церкви в лике преподобных.
12 июня 2014 года мощи преподобного Иустина были обретены в монастыре Челие. Мощи временно были помещены в старом храме Архангела Михаила. Постоянным местом нахождения мощей должен, после завершения росписи, стать монастырский храм Саввы Сербского, построенный на средства Иустина по его завещанию.

## Публикации
- Молитвенное богословие о Церкви [Гл. из кн.: Догматика Православной Церкви (Православная философия истины). Т. 3. Белград, 1978 (полный рус. пер. этого тома готовится к печати в Издательском Совете РПЦ в 2005—2006 гг.)] / пер.: Востриков И. Ю., священник // Альфа и Омега. М., 1999. № 1(19) (АиО). 127—139.
- Осужденные на бессмертие // Журнал Московской Патриархии. М., 1999. № 4. стр. 74-76.
- Толкование на Послание к Ефесянам св. ап. Павла / пер.: Востриков И. Ю., священник // Альфа и Омега. М., 2001. № 1(27) (АиО). 56-65.
- Толкование на Послание к Ефесянам св. ап. Павла / пер.: Востриков И. Ю., священник // Альфа и Омега. М., 2000. № 2(24) (АиО). 57-88.
- Толкование на Послание к Ефесянам св. ап. Павла / пер.: Востриков И. Ю., священник // Альфа и Омега. М., 2000. № 3(25) (АиО). 52-70.
- Философия и религия Ф. М. Достоевского. — Минск: Издатель Д. В. Харченко, 2007. — 312 с. — ISBN 978–985–90125–1–8.